# San José de Bellavista
San José de Bellavista är en ort i Mexiko.   Den ligger i kommunen Manuel Doblado och delstaten Guanajuato, i den centrala delen av landet, 300 km nordväst om huvudstaden Mexico City. San José de Bellavista ligger 1 742 meter över havet och antalet invånare är 485.
Terrängen runt San José de Bellavista är huvudsakligen platt, men österut är den kuperad. Terrängen runt San José de Bellavista sluttar västerut. Runt San José de Bellavista är det ganska glesbefolkat, med 45 invånare per kvadratkilometer. Närmaste större samhälle är Ciudad Manuel Doblado, 13,0 km sydväst om San José de Bellavista. Omgivningarna runt San José de Bellavista är en mosaik av jordbruksmark och naturlig växtlighet.